# SteamWorld Dig
SteamWorld Dig ist ein von Image & Form entwickeltes Jump ’n’ Run mit starken Metroidvania-Einflüssen. Das Spiel wurde erstmals für den Nintendo 3DS im Jahr 2013 veröffentlicht. Später wurde es für Microsoft Windows, macOS, Linux, PlayStation Vita, PlayStation 4, Wii U und Nintendo Switch portiert.

## Handlung
Im Spiel schlüpft man in die Rolle des einsamen Steambot-Schürfers Rusty, welcher in einer alten zerstörten Bergbaustadt namens Tumbleton eintrifft. Man gräbt sich durch die Erde, wo man Reichtümer, Monster und geheime Tunnel finden kann.
Zu Beginn der Geschichte findet Rusty seinen Onkel tot in der Mine auf. Anschließend nimmt er dessen Spitzhacke, beginnt zu graben und erforscht so die Geheimnisse des Untergrundes. Sobald Rusty am Boden des Untergrundes angekommen ist, trifft er Voltbot, den finalen und einzigen Bossgegner. Um diesen zu besiegen, hat sein Onkel in der Mine verschiedene Verbesserungen versteckt. Rusty kämpft schließlich gegen Voltbot und gewinnt.

## Spielprinzip
SteamWorld Dig ist ein 2D-Plattformspiel, in dem es um den Abbau von Ressourcen und Erzen geht. Ziel des Spiels ist es, die Minen unter der alten Westernstadt Tumbleton zu erforschen, um die dort lauernden Geheimnisse zu lüften. Der Spieler steuert Rusty, einen dampfbetriebenen Roboter, der mit einer Spitzhacke ausgestattet ist, aber auch Zugang zu einer Vielzahl von Werkzeugen wie Bohrer und Dynamit erlangen kann. Der Spieler kann die zum Graben verwendeten Werkzeuge im Laufe des Spiels aufrüsten. Neben Gesundheit braucht der Spieler Kohle für Licht und Wasser für besondere Fähigkeiten.
SteamWorld Dig hat einige Elemente klassischer Plattformer, aber die Hauptmechanik ist der Bergbau. Der Spieler verändert die Spielwelt durch seinen Bergbau und erschafft auf diese Weise neue Plattformen. Er sammelt Erze und Ressourcen, die er an die Oberfläche zurückbringen und gegen Geld eintauschen kann. Je weiter der Spieler im Spiel vorankommt, desto mehr neue Fähigkeiten werden freigeschaltet. Die werden in jedem Durchgang Minen zufällig generiert, so dass Gegenstände und Schätze an verschiedenen Orten erscheinen. Sollte der Spieler feststecken, gibt es eine Selbstzerstörungsfunktion. Ressourcenschonender ist jedoch die Verwendung von Gegenständen wie Leitern, die man an der Oberfläche kaufen kann.
Dringt der Spieler tiefer in die Höhle vor, trifft er auf verschiedene Gegner mit unterschiedlichen Angriffsmustern und Schwachstellen. Das Spiel bietet mehrere unterirdische Welten, jede mit einer völlig anderen Umgebung. Wenn der Spieler stirbt, zahlt er eine Gebühr für die Reparatur und er startet wieder an der Oberfläche. Alle Gegenstände, die der Spieler bis dahin gesammelt hat, bleiben am Ort des Todes liegen, können wieder eingesammelt werden.

## Entwicklung
Das Spiel wurde am 7. August 2013 für den Nintendo 3DS veröffentlicht. Am 5. Dezember 2013 erschien es für Windows, MacOS und Linux veröffentlicht. Für PlayStation 4 und PlayStation Vita wurde das Spiel am 18. März 2014 und für die Wii U am 28. August 2014 veröffentlicht. Folgend wurde das Spiel für die Xbox One am 5. Juni 2015 veröffentlicht. Zuletzt wurde das Spiel für Nintendo Switch am 1. Februar 2018 veröffentlicht.
Das Spiel war so profitabel, dass Image & Form ein weiteres Spiel namens SteamWorld Heist auf den Markt brachte. Am 21. September 2017 erschien der direkte Nachfolger SteamWorld Dig 2.

## Rezeption
SteamWorld Dig wurde von der Spielepresse überwiegend positiv aufgenommen. Die Nintendo-3DS-Version hält auf der Bewertungswebsite Metacritic einen Metascore von 82 von 100 möglichen Punkten, basierend auf 31 Bewertungen. Die PC-Version hält einen Metascore von 76 Punkten, basierend auf 12 Bewertungen. Das deutschsprachige Computerspielmagazin GameStar bewertete das Spiel mit 72 von 100 Punkten. Felix Schütz von PC Games lobte den Grafikstil, die präzise Steuerung und den motivierenden Game Loop. Er machte aber auch auf die wenig variierenden Gegner, den geringen Anspruch und die kurze Spielzeit ohne Wiederspielwert aufmerksam.